# Fadhma Aït Mansour
Marguerite-Fadhma Aït Mansour Amrouche (khoảng năm 1882 tại Tizi Hibel, Algérie - 9 tháng 7 năm 1967 tại Saint-Brice-en-Coglès, Pháp) là một nhà thơ và folksinger.

## Tiểu sử
Bà sinh ra ở một ngôi làng Kabylie, con gái ngoài giá thú của một góa phụ. Đối mặt với sự phân biệt đối xử khắc nghiệt từ bên trong, cô rời khỏi làng để học tại một trường học thế tục. Sau đó, khi bà ở cùng các Chị tại bệnh viện Aït Manguellet, bà đã chuyển sang Công giáo La Mã. Bà đã gặp một người cải đạo Công giáo Kabyle khác, Antoine-Belkacem Amrouche, người mà bà kết hôn vào năm 1898. Họ có tám đứa con với nhau, bao gồm các nhà văn Jean Amrouche và Taos Amrouche, nhưng chỉ có hai đứa trẻ sẽ sống đến lúc chết. Gia đình đầu tiên chuyển đến Tunis, nơi Taos được sinh ra, và sau đó là Pháp.
Trong suốt cuộc đời của mình, bà đã tạo ra một tác động đáng kể đến các tác phẩm của Jean và Taos. Những bài hát dân gian mà bà hát cho gia đình được Jean biên soạn và dịch sang tiếng Pháp vào năm 1939 với tên Chants berbères de Kabylie. Năm 1967, Taos đã thực hiện một album nhạc ở Kabyle mang cùng tên với bộ sưu tập bài hát dân gian của Jean. Cuốn tự truyện Histoire de ma vie của cô được xuất bản sau năm 1968. Cuốn sách này thảo luận chủ yếu về cuộc sống mà bà sống như một người phụ nữ sống ở hai thế giới khác nhau: giữa cuộc sống và ngôn ngữ Kabyle truyền thống và quyền lực thực dân Pháp, ngôn ngữ và đặc biệt là tôn giáo chủ yếu của nó, Kitô giáo.